# بيرو (مترو باريس)
بيرو (بالفرنسية: Bérault)‏ هي محطة مترو تابعة لمترو باريس تقع في فرنسا في فانسان.[بحاجة لمصدر]